# Породы собак

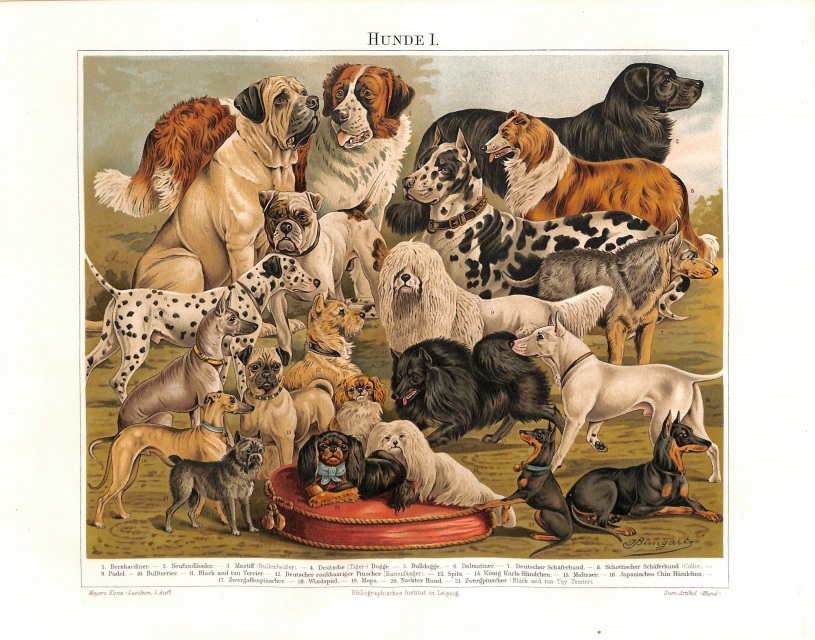
Породы собак (илл. к статье «Собаки» Большой энциклопедии С. Н. Южакова т.17, с.590-591 — СПб, 1904)

Поро́да соба́к — совокупность внешне подобных друг другу собак (Canis familiaris), обладающих характерными особенностями, которые получены под влиянием человека, путём селекции и поддерживаются человеком, имеющих общее происхождение.
Породы собак не являются сугубо научно определяемой биологической классификацией, однако имеют общее генетическое происхождение и совокупность внешних признаков, а также особенностей психики, поведения и генетических заболеваний, характерных для данной породы.
Порода собак представлена значительным количеством индивидуальных особей, стабильно передающих определённые характеристики в течение поколений. Собаки одной и той же породы обладают похожими характеристиками в экстерьере и поведении, первоначально потому, что они происходят от избранного набора предков, которые имеют одинаковые характеристики. При этом влияние породы на поведение собаки может быть сильно преувеличено. Так, исследование более 18 тысяч собак показало, что породой объясняется в среднем всего около 9% различий в поведении. Скорее всего дело в том, что современные породы начали создаваться недавно по эволюционным меркам (порядка 200 лет назад).
Собаки определённой породы производят на свет потомство, подобное родителям. Отдельная собака идентифицируется как представитель породы посредством подтверждения её происхождения на основании генетического анализа или письменных регистрационных записей о её происхождении (родословной). Без одного из этих подтверждений идентификация принадлежности собаки к какой-либо определённой породе не является надёжной.

## Определение породы
В конце XIX века ряд писателей-кинологов обобщили сведения по собаководству в книгах и статьях. Особо следует отметить[почему?] работы Стоунхенджа и Хью Далзила из Англии, а также А. А. Ширинского-Шихматова, Н. П. Кишенского и Л. П. Сабанеева из России. В настоящее время[уточнить] в мире насчитывается около 400 пород собак. Среди них есть породы, которые распространены по всему земному шару и насчитывают огромное[уточнить] количество особей, как, например, немецкая овчарка. Другие исчисляются десятками особей или имеют очень узкое распространение, например шарпей, ирландский волкодав или мексиканская голая собака. Некоторые породы известны только в пределах стран, где они были выведены. К таким относятся стабихун — в Нидерландах, норботтен-шпиц — в северной Норвегии, словацкий чувач — в Чехии и Словакии.
Среди диких животных пород не существует. В дикой природе внутри вида выделяются демы, популяции, расы и подвиды. Порода — это итог доместикации животных, осуществленной человеком. В некоторой степени порода домашних животных может быть приравнена к подвиду в дикой природе.
Д. Моррис определяет породу как тип собак, каким-либо признаком отличающийся от других, имеющий свою историю и название и разводившийся в чистоте на протяжении ряда поколений.
Русский учёный Н. А. Кравченко приводит следующее определение породы: «Порода — это созданная человеческим трудом достаточно многочисленная группа домашних животных, имеющих общее происхождение и общность ряда хозяйственно-полезных физиологических и морфологических особенностей, достаточно стойко передающихся по наследству. При соответствующей работе с породой она способна изменяться в желаемом направлении». Если прекратить работу с породой, она вырождается и постепенно исчезает

.

## Происхождение пород
Порода собак может сформироваться разными путями. По происхождению выделяются вторично одичавшие группы, изолированные популяции, специализированные, преобразованные и новосозданные породы.

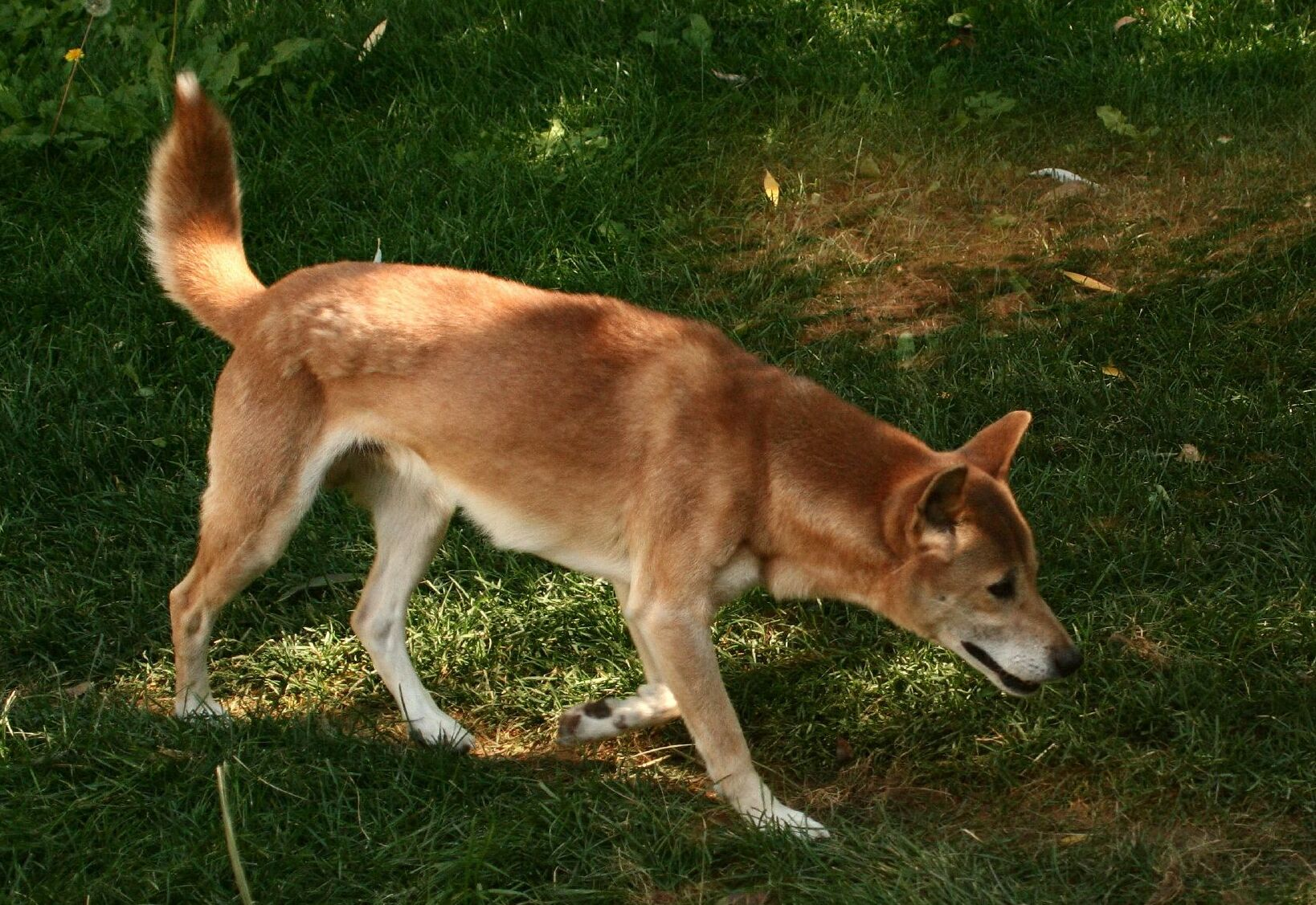
Новогвинейская поющая собака

### Одичавшие собаки
Собаки, оставшиеся без попечения человека, вынуждены выживать самостоятельно. Они образуют стаи и бесконтрольно скрещиваются между собой, всё больше смешиваясь. С годами стая одичавших собак приобретает общий тип, иногда существенно отличающийся от таких же собак в других местностях. Однако в общих чертах тип одичавших собак со временем стремится к так называемому облику «динго».

### Изолированные популяции
Эндемические популяции формируются, когда люди, под чьим контролем существуют собаки, живут изолированно от других групп людей — племён или общин. Часто такой образ жизни обусловлен географическими условиями — трудной доступностью или отдалённостью. Местные собаки в изолированных поселениях размножаются в пределах замкнутой группы. Отсутствие контактов с другими группами собак и, следовательно, межгруппового смешения, приводит к формированию стабильного общего типа и однородного генотипа, даже если человек не участвует в отборе.
В современном мире защитить местную породу от контактов с другими породами практически невозможно. Между тем, прилитие сторонней крови может нанести большой вред локальной группе, за долгое время приспособившейся как к особенностям окружающей среды, так и к специфическим для этой местности задачам, которые ставят перед собаками их владельцы. Хотя в продуктивном животноводстве практикуется улучшение местных пород посредством интродукции других пород подобного типа, в отсутствие научного подхода и контроля такие скрещивания могут безвозвратно уничтожить ценную эндемичную породу.

### Специализированные породы

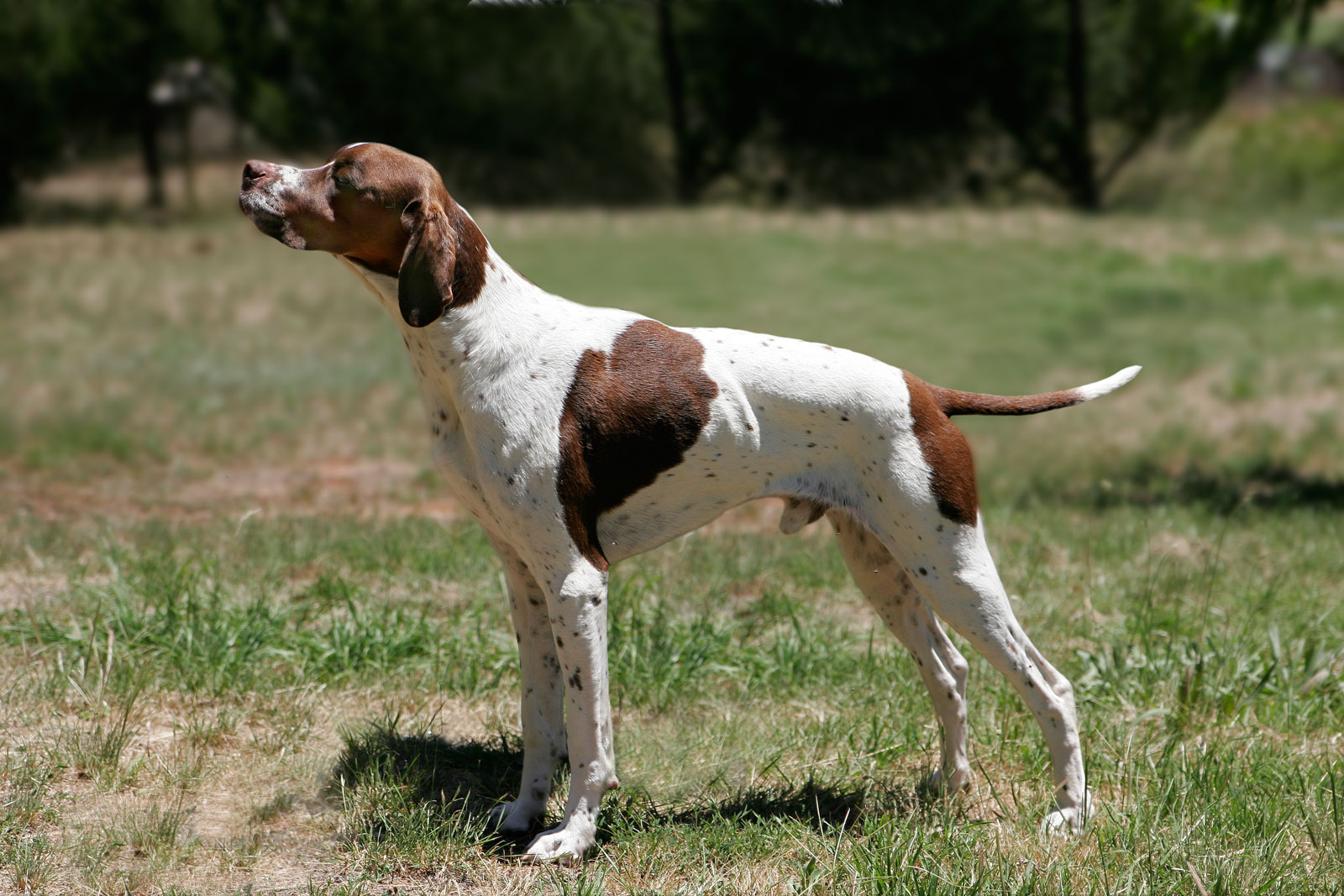
Английский пойнтер

Методы селекции начали применять к местным популяциям и породам тогда, когда возникла необходимость с помощью собак решать конкретные задачи. Некоторые особи естественным образом отличаются от сородичей какими-то признаками, дающими им преимущества или, наоборот, препятствующими выживанию. Более выгодные признаки закрепляются в породе благодаря естественному отбору. Человек может влиять на формирование породы, отбирая животных с желательными признаками и используя их для последующего разведения. Так, последовательно выбирая лучших представителей в поколении, можно создать породы, способные исключительно быстро бегать, или эффективно выслеживать добычу, или переносить суровые климатические условия. Направленный отбор применяется не только к физическим (анатомическим) особенностям, но и к психическим: пастушьи собаки не должны убивать, в отличие от травильных. Большинство современных пород собак создавались как специализированные породы, для выполнения определённой работы.

### Преобразованные породы
Развитие науки и техники позволило поручить механизмам множество видов работ, которые раньше выполняли специализированные собаки. Изменился и образ жизни людей: начался процесс урбанизации. Многие рабочие породы к середине — концу XIX века стали не нужны и должны были исчезнуть. Между тем, привязанные к своим четвероногим партнёрам, люди прилагали усилия для сохранения старых пород, хотя бы в качестве просто компаньонов. Собаки, которых разводили как домашних питомцев, довольно быстро утрачивали свои рабочие качества. Вместе с тем, возникли и широко распространились выставки собак. Старые породы стали использоваться в новой роли шоу-собак, где от них требовалось совсем немногое: хорошо выглядеть, уметь ходить с гордым видом и не кусать судей. Чтобы собаки могли соревноваться, были разработаны и утверждены стандарты пород — описания «идеальной» собаки каждой породы. 
Под давлением новых условий изменилось и разведение: важными стали анатомическое совершенство и идеальный уход, а рабочие качества остались в стороне. При таком подходе к развитию пород нивелировались свойственные рабочим собакам различия в темпераменте: выставочные собаки должны хорошо выглядеть даже среди незнакомых людей и собак, быть спокойными и дружелюбными. Собаки, проявляющие боязнь чужих и агрессию к людям или животным, подлежат выбраковке. Все собаки одной породы стали очень похожими друг на друга и на стандарт, индивидуальные различия минимальны. Кроме того, в разведении стали отдавать предпочтение сильному и экстремальному проявлению отличительных породных черт, короткие морды имеют тенденцию быть совершенно плоскими, короткие ноги - ещё короче, длинный корпус - ещё длиннее и т.д. Такое разведение приводит к ухудшению здоровья, в конце концов собаки становятся неспособными выполнять исходные породные функции.
Тем не менее, собаки преобразованных пород прекрасно справляются со своей новой функцией - участвовать в шоу, - а сами выставки в целом способствуют популяризации собаководства.

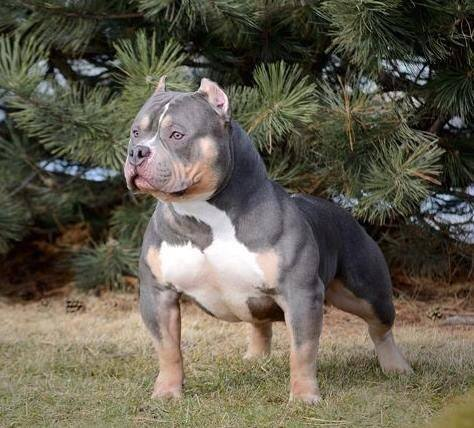
Американский булли

### Новосозданные породы
Новые породы появляются в результате скрещивания двух или более существующих пород. Обычно межпородное скрещивание приводит к рождению дворняжек. Но иногда потомство от незапланированного межпородного спаривания оказывается очень привлекательным. В других случаях собак разных пород скрещивают в надежде добиться у потомства сочетания положительных качеств исходных пород. Получение такого потомства — лишь первый шаг, для закрепления наследуемых признаков и получения достаточного поголовья сходных между собой собак, чтобы можно было называть их породой, нужна длительная селекционная работа.
Другой путь создания новой породы — отбор по некоторому признаку представителей уже существующей породы и дальнейшее их разведение в себе. В частности, так получают миниатюрные или гигантские разновидности.

## Примитивные, аборигенные и заводские породы
По степени участия человека в создании породы выделяют примитивные, аборигенные, заводские и переходные породы собак.

### Аборигенная порода собак
В большинстве случаев понятие «порода собак» применяется относительно группы собак, признанной какой-либо кинологической организацией. Термин порода собак может также быть использован в отношении аборигенных, естественных пород, которые образовались в течение времени в ответ на конкретные условия внешней среды, в том числе человека, с небольшой степенью отбора или с полным отсутствием племенной работы, осуществляемым человеком. Такие породы не документированы и зачастую идентифицируются только внешне, а также по своим рабочим функциям. Некоторые современные (стандартизированные) породы собак ведут своё происхождение от древних пород собак.
Одни аборигенные породы собак были признаны международными кинологическими организациями, другие нет, и их сохранением и разведением занимаются отдельные любители собак и небольшие группы или клубы. Ярким примером первого является история такой аборигенной породы, как «алабай», которая была признана различными организациями под названием «среднеазиатская овчарка».
В начале нового тысячелетия безудержная и необдуманная селекция собак привела к тому, что многие породы собак оказались в достаточно плачевном состоянии из-за утраты генетического разнообразия, о чем свидетельствуют многочисленные генетические пороки и наследственные заболевания, которым подвержены в наибольшей степени те породы  собак, которые подверглись селекции в наибольшей степени  Архивная копия от 25 сентября 2009 на Wayback Machine. В отличие от селекционных пород, аборигенные породы собак отличаются наибольшим генетическим разнообразием. В результате селекции на определенные экстерьерные свойства генетическое разнообразие такой селекционной породы собак, как кавказская овчарка, оказалось низким. (недоступная ссылка).
Как пишет Владимир Береговой в статье «Примитивные аборигенные собаки»:
«Сами признаки заводских пород, отличающие их от оригинального дикого типа, во многих случаях есть не что иное, как биологические аномалии. Излишества в анатомических и внешних морфологических отклонениях ставших своего рода торговыми марками некоторых заводских пород собак, имеют свою цену в форме неудобства, а иногда даже выживаемости собаки и должны компенсироваться заботами её владельца. Кроме этого, их общая приспособленность и здоровье ослаблены длительным существованием под довольно регулярным ветеринарным надзором, что поколениями сохраняло генетически не совсем полноценных животных» Архивная копия от 14 ноября 2009 на Wayback Machine.
По названным причинам тем большее значение приобретает сохранение и защита местных аборигенных пород собак. Вопросам сохранения аборигенных собак была посвящена Первая Международная научно-практическая конференция «Аборигенные породы собак как элементы биоразнообразия и культурного наследия человечества», которая состоялась в Алматы, Казахстан, 10—15 сентября 2007 г. Архивная копия от 22 июня 2009 на Wayback Machine В частности в материалах конференции говорится: «Как бы то ни было, аборигенные породы собак в полной мере являются элементами биоразнообразия нашей планеты и наша задача — хотя бы сохранить их, чтобы передать будущим поколениям в таком же виде, в каком мы сами получили их от наших предков». [значимость факта?]